# Fuat Güner

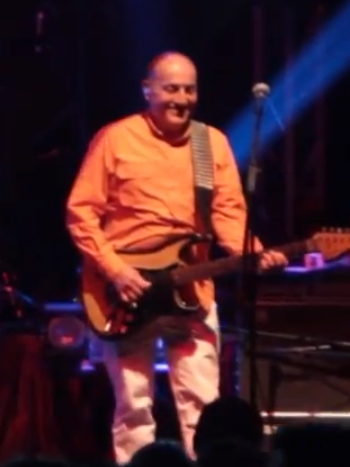
Fuat Güner (2012)

Aziz Fuat Güner (* 1. April 1948 in Istanbul, Türkei) auch bekannt als Fuat Güner, ist ein türkischer Popmusiker, Mitglied der Band MFÖ und Autor.

## Leben
Güner studierte anfangs an der St. Joseph's High School in Istanbul. In seiner Jugend war er ein aktiver Sportler. Er spielte Fußball, Volleyball und segelte. Nach der Schule besuchte er die Architektur Akademie in Istanbul. Jedoch erkannte er früh, dass er sich für die Musik mehr interessierte. 1979 beendete er seine derzeitige Karriere und widmete sich ganz der Musik.
Güner begann zunächst, Gitarre zu spielen. 1966 traf er Mazhar Alanson, und die zwei bildeten bald eine Musikband namens „Kaygısızlar“. Özkan Uğur schloss sich der Gruppe 1970 an, somit änderten sie ihren Namen auf MFÖ, die Initialen der Mitglieder.
Fuat Güner ist zudem Komponist von mehreren Filmmusiken.

## Diskografie

### Alben
- 1999: Aziz
- 2013: Dinleyene Aşk Olsun

### Kollaborationen
- 2001: Beatles Alaturca (mit dem D.E.F. Orkestra)

### Singles (Auswahl)
- 2013: Beni Hasrete Alıştır
- 2016: Sakladım Hayalleri
- 2020: Nefes Yerine (mit Mark Eliyahu)

## Filmografie

### Komponist
- 1988: Arkadaşım Şeytan
- 1990: Robert'in Filmi
- 1994: Aşk Ölümen Soğuktur
- 1995: Ölümsüz Karanfiller
- 2001: Koltuk Sevdası
- 2002: Çekirdek Aile

### Schauspieler
- 1998: Arkadaşım Şeytan
- 2001: Koltuk Sevdası
- 2015: Tehlikeyle Flört